# Grafiose

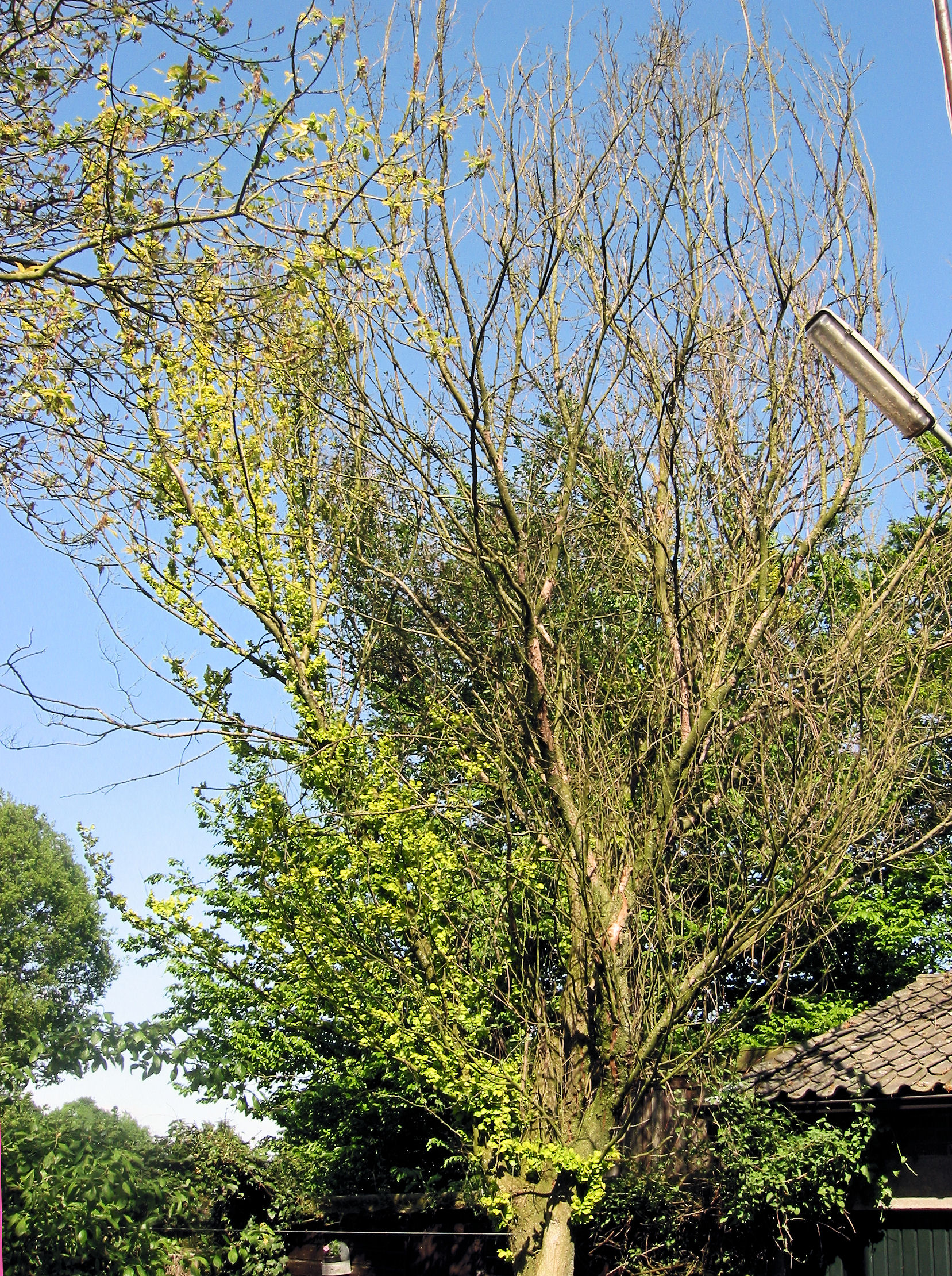
Ulmeiro afetado pela grafiose.

A grafiose ou doença holandesa do ulmeiro, é uma doença causada por fungos, cujo vetor é um escaravelho, que afeta os ulmeiros. Crê-se que seja originária da Ásia, tendo sido acidentalmente introduzida na América e Europa, onde devastou as populações nativas de ulmeiros, que não tiveram oportunidade de desenvolver resistência à doença. A designação doença holandesa do ulmeiro remete à sua identificação nos Países Baixos em 1921.

## Agentes e vetores
Os agentes causadores da doença são microfungos ascomicetes. São atualmente reconhecidas três espécies causadoras: Ophiostoma ulmi, que atingiu a Europa em 1910, chegando à América do Norte em 1928 em madeira importada; Ophiostoma himal-ulmi , uma espécie endémica dos Himalaias ocidentais; e a espécie extremamente virulenta, Ophiostoma novo-ulmi, inicialmente descrita na Europa e América do Norte na década de 1940 e que devastou as populações de ulmeiros em ambas as regiões desde finais da década de 1960 . A origem de O. novo-ulmi permanece desconhecida mas pode ter resultado da hibridização entre O. ulmi e O. himal-ulmi . Pensava-se que a nova espécie seria oriunda da China, mas um levantamento abrangente efetuado em 1986 não encontrou qualquer vestígio da doença, apesar de os escaravelhos vetores serem muito comuns .
Na América do Norte a doença é disseminada por duas espécies de escaravelhos da subfamília Scolytinae: Hylurgopinus rufipes, e Scolytus multistriatus.  Na Europa são vetores da doença Scolytus multistriatus e Scolytus scolytus, sendo este último muito mais eficaz na sua transmissão.

## Patologia
Os esporos do fungo são introduzidos na árvore pelo escaravelho vetor. Numa tentativa de impedir o fungo de se espalhar, a árvore reage bloqueando o seu próprio xilema com goma e tiloses, extensões da parede celular do xilema. Uma vez que o xilema transporta a água e os nutrientes ao resto da planta, os bloqueios evitam que estes se desloquem pelo tronco da árvore, acabando eventualmente por matá-la. O primeiro sintoma de infecção situa-se geralmente num ramo superior cujas folhas murcham e amarelecem no verão, meses antes da queda normal das folhas no outono. Este sintoma espalha-se progressivamente pela árvore, com morte de mais ramos. Eventualmente, as raízes morrem, privadas dos nutrientes provenientes das folhas.

## História

### Europa
Esta doença foi inicialmente detetada na Europa em 1910, e espalhou-se lentamente, atingindo a Grã-Bretanha em 1927. Esta primeira estirpe era relativamente moderada, matando apenas um reduzido número de ulmeiros, matando mais frequentemene apenas alguns ramos. Por volta de 1940 praticamente havia desaparecido devido à suscetibilidade do próprio fungo a vírus. O agente causador foi isolado nos Países Baixos em 1921, por Bea Schwarz, uma fitopatologista pioneira desse país.
Cerca de 1967, uma estirpe nova e muito mais virulenta chegou à Grã-Bretanha num carregamento de madeira de Ulmus thomasii oriundo da América do Norte, vindo a revelar-se muito mais contagiosa e letal para os ulmeiros europeus; mais de 25 milhões de ulmeiros morreram, só no Reino Unido. Por volta de 1990, restavam muito poucos ulmeiros adultos na Europa.

## Tratamento
O tratamento das árvores afetadas é possível, mas é muito oneroso e, quando muito, prolonga a vida da árvore por mais 5 a 10 anos. Geralmente justifica-se apenas quando uma árvore tem um valor simbólico incomum ou se ocupa um lugar particularmente relevante na paisagem.